# ファイナル・プラン
『ファイナル・プラン』（Honest Thief）は、2020年のアメリカ合衆国のアクション映画。監督はマーク・ウィリアムズ、主演はリーアム・ニーソンが務めた。

## ストーリー
トム・カーターは“速攻強盗”という異名を持つ凄腕の銀行強盗で、奪い取った金は総額900万ドルにも上っていた。しかしながら、FBIはカーターの身元すら割り出せないという有り様だった。
　そんな犯罪を繰り返す彼に人生の転機が訪れる。カーターは立ち寄った貸倉庫店に勤めるアニーに惹かれ、残りの人生を共に生きようと決心する。カーターは心から彼女に向き合う為、「減刑を条件に奪った金を全て返す」とFBIに取り引きを持ちかける。
　“自分は速攻強盗で自首する”と言ってきた人間が15人もいたこともあり、始めはカーターの話を信じていなかったFBI捜査官達だったが、疑ったまま数日を経てようやく聴取に赴く。しかし、自供通りの隠し場所を捜索するとそこには大量の札束があった。すると、大金を目の当たりにした捜査官のニヴェンスは、なんと心変わりしてしまう。欲にかられたニヴェンスは、相棒のホールをそそのかして略奪を企むが…。

## キャスト
※括弧内は日本語吹替
- トム・カーター - リーアム・ニーソン（谷昌樹）

“速攻強盗”という異名を持つ凄腕の銀行強盗。出会ったアニーと付き合うが強盗であることは隠している。そのこともあり、自分たちの未来のために自首を考えるが、そのことが奇しくも事件の発端となってしまう。海兵隊に所属していた過去があり、そこで多くの技術を学んだ。
- アニー・ウィルキンス - ケイト・ウォルシュ（藤本喜久子）

貸倉庫店に勤める女性店員。学生。
- ジョン・ニヴェンス - ジェイ・コートニー（藤井隼）

FBI捜査官。トムが自首の条件として隠し財産の場所を話したが、これを一攫千金のチャンスと考え、金を着服することを考えるようになる。
- ショーン・マイヤーズ - ジェフリー・ドノヴァン（宮本淳）

ベイカー捜査官の相棒で、トムを疑いつつも事件の真相を追う。
- ラモン・ホール - アンソニー・ラモス（堀総士郎）

ニヴェンス捜査官の相棒で、ニヴェンスにそそのかされて着服の片棒を担がされる。
- サム・ベイカー - ロバート・パトリック（中村浩太郎）

マイヤーズ捜査官の相棒で、ジョンに射殺される。
- ベス・ホール - ジャスミン・シーファス・ジョーンズ（英語版） (織江珠生)

ホール捜査官の妻。

## 製作
2018年10月12日、リーアム・ニーソンとケイト・ウォルシュの出演が決定すると共に、ジェイ・コートニーとジェフリー・ドノヴァンが本作の出演交渉に臨んでいると報じられた。11月1日、アンソニー・ラモスの起用が発表された。26日、ロバート・パトリックに本作への出演オファーが出ているとの報道があった。同月、本作の主要撮影がマサチューセッツ州ウースターで始まった。2019年7月、マーク・アイシャムが本作で使用される楽曲を手掛けることになった。

## マーケティング・興行収入
2020年1月22日、ブライアクリフ・エンターテインメントが本作の全米配給権を獲得したと報じられた。6月22日、オープン・ロード・フィルムズがブライアクリフ・エンターテインメントと共同でアメリカでの配給を行うと発表した。7月30日、本作のオフィシャル・トレイラーが公開された。10月16日、本作は全米2425館で封切られ、公開初週末に411万ドルを稼ぎ出し、週末興行収入ランキング初登場1位となった。

## 評価
本作に対する批評家の評価は芳しいものではない。映画批評集積サイトのRotten Tomatoesには103件のレビューがあり、批評家支持率は39%、観客による支持率は87%、平均点は10点満点で5点となっている。サイト側による批評家の見解の要約は「第一級才能浪費罪で有罪判決が下るべき作品である。『ファイナル・プラン』はリーアム・ニーソンをアクション映画の世界に連れ戻したが、ストーリーの大部分が未完成同然の状態になっている。」となっている。また、Metacriticには21件のレビューがあり、46/100となっている。